# 稲荷神社 (文京区千石)
稲荷神社（いなりじんじゃ）は、東京都文京区の神社。なお、酉の市を挙行する摂末社の「巣鴨大鳥神社（すがもおおとりじんじゃ）」の方が有名で、社殿や鳥居も巣鴨大鳥神社の方が大きく（画像参照）、社務所の看板や御朱印も「巣鴨大鳥神社」名義であるため、「巣鴨大鳥神社の摂末社が稲荷神社」になった観を呈しているが、宗教法人を所轄する東京都における宗教法人名は「宗教法人 稲荷神社」である。

## 歴史
1688年（貞享5年）に創建された。隣にあった日蓮宗寺院「霊感院」（明治期に廃寺）が別当寺であった。1849年（嘉永2年）、当時の霊感院大僧正は当社を「子育稲荷神社（こそだていなりじんじゃ）」として積極的に売り込んだ。その甲斐あって、多くの参詣者が訪れた。1864年（元治元年）には、酉の市も始められた。
しかし、明治の神仏分離と廃仏毀釈で霊感院は廃寺となり、当社を支えていた寺を失ってしまった。そして1945年（昭和20年）の空襲で壊滅的打撃を受けた。
1949年（昭和24年）、豊島区の法明寺鬼子母神堂の近くに住む武藤氏は、ある夜「東方に稲荷大神坐す、住する社なし、汝速やかに建立せよ。」という霊夢を見た。そして当社を発見し、私財を投じて仮社殿を建てたという。その後、少しずつ復興していった。
平成初期、規模の大きい新社殿に改築する計画があった。しかし平成不況によって立ち消え状態となり、今日に至っている。

## 交通アクセス
- 巣鴨駅または千石駅より徒歩5分。